# Zvezda
Zvezda (rusky Звезда; „hvězda“) je ruský služební modul Mezinárodní vesmírné stanice. Je základem ruské části stanice. Postavila jej firma RKK Eněrgija. Zvezda byla vynesena raketou Proton v roce 2000. Má válcový tvar s délkou 13 metrů a maximálním průměrem 4,15 metru. Modul je vybaven párem slunečních panelů a při vynesení vážil 19 050 kg.

## Popis modulu

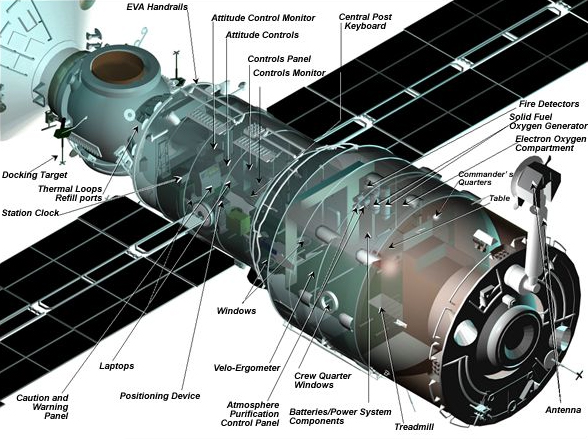
Popis interiéru modulu (anglicky)

Modul je 13,11 m dlouhý a má průměr 4,22 m. Je vybaven párem solárních panelů o celkovém rozpětí 29,73 m a šířce 3,43–3,87 m. Za kulovitou přední částí je vlastní trup, tvořený dvěma válci o průměru 1,62 m a délce 3,50 m, resp. o průměru 4,22 m a délce 4,50 m, spojených přechodovou částí tvaru nízkého komolého kužele o výšce 1,13 m.
Modul tvoří čtyři úseky:
- hermetický přechodový úsek (přední) kulového tvaru se třemi androgynními periferními stykovacími uzly, jedním osovým a dvěma příčnými, sloužícími mj. jako dočasná přechodová komora pro výstupy do volného prostoru, později jako trvalá spojení s jinými moduly ISS;
- hermetický pracovní a obytný úsek se 2 zabudovanými obytnými kójemi pro odpočinek jednotlivých členů osádky;
- hermetický válcový přechodový úsek (zadní) s jedním pasívním osovým pasivním stykovacím uzlem pro připojování nákladních i osobních lodí;
- nehermetizovaný přístrojový úsek s 2 korekčními motory o tahu 2×3 kN a nádržemi KPL.

Mezi hlavní úkoly modulu patří:
- poskytování obytného prostoru prvním dlouhodobým osádkám stanice ISS;
- dodávka elektrické energie pro systémy stanice;
- zajišťování telekomunikačních služeb s pozemními řídicími středisky;
- zajišťování korekcí dráhy stanice.

Proto byl/je vybaven například těmito přístroji:
- telemetrickým a povelovým systémem "Regul";
- systémem pro zpracování telemetrických dat SDMS (ESA/Astrium);
- automatickým setkávacím systémem "Kurs";
- poloautomatickým setkávacím systémem TORU;
- energetickým systémem, který tvoří:
  - 2 panely slunečních baterií;
  - 8 akumulátorových baterií typu 800A;
  - 4 stabilizátory napětí a proudu SNT-50MP pro energetické propojení ruského a amerického segmentu stanice;
- zařízením pro recyklování vody z atmosféry pro technické účely;
- zařízením pro generování kyslíku elektrolýzou vody "Elektron-VM";
- klimatizačním systémem;
- hygienickým a sanitárním zařízením SGO;
- kuchyní s ledničkou a mrazničkou pro uchovávání potravin;
- zařízením pro fyzické cvičení osádky, zejména:
  - veloergometrem (NASA);
  - běhací dráhou (NASA) umístěnou na izolačním systému TVIS.[1]

## Zrušený projekt
V roce 1965 Koroljova konstrukční kancelář OKB-1 začala připravovat projekt vesmírné stanice Zvezda s kódovým označením OS-1. Stanice měla mít čtyři podlaží, délku 18,5 metru, průměr 6 metrů a hmotnost 75 tun. Do vesmíru ji měla vynést nová raketa N-1 a měla být pracovištěm šesti osob. Některé prvky tohoto nerealizovaného projektu našly uplatnění na stanici Mir, jiné byly plánovány pro Mir 2, který byl po spojení s americkým projektem Freedom přejmenován na ISS.

## Průběh letu
Modul Zvezda byl úspěšně vypuštěn z Bajkonuru nosnou raketou Proton 12. července 2000 v 04:56:36 UT. O čtrnáct dní později, 26. července 2000 se v 00:44:44 UT úspěšně připojil k modulu Zarja, který v té době – společně s prvním americkým modulem Unity – tvořil zárodek budoucí ISS. Od té doby je Zvezda faktickou zádí celé stanice.

### Využití spojovacích portů
Všechny tři porty předního přechodového úseku modulu Zvezda jsou trvale spojeny s jinými moduly ruského segmentu ISS:
- k přednímu portu (Zvezda frorward) je od počátku připojen modul Zarja;
- k hornímu portu (Zvezda zenith) je od 12. listopadu 2009, 15:41 UTC, připojen modul Poisk, přes nějž se k ISS připojují kosmické lodi Sojuz a Progress a který současně od 18. listopadu 2020[5] slouží jako přechodová komora při výstupech ruských kosmonautů do vesmíru;
- ke spodnímu portu (Zvezda nadir) byl od 17. září 2021, 01:05 UTC, do 26. července 2021, 10:56 UTC, připojen modul Pirs, přes který se k ISS připojilo celkem 9 Sojuzů 36 Progressů, a jímž – tak jako později modulem Poisk – ruští kosmonauté vystupovali do volného prostoru. K uvolněnému portu se 29. července 2021 ve 13:29:01 UTC připojil víceúčelový laboratorní modul Nauka.[6]

Jediný port zadního přechodového úseku modulu Zvezda (Zvezda aft) slouží k připojování ruských kosmických lodí Sojuz a Progress a sloužil také k připojování evropských nákladních lodí ATV. Jejich motory jsou přitom využívány také k plánovanému zvyšování rychlosti a důsledku toho i výšky oběžné dráhy ISS, která by se bez toho i v řídkých vrstvách atmosféry postupně snižovala v důsledku tření, a také k mimořádným manévrům v případě rizika srážky s kosmickým odpadem nebo jinými satelity. 

### Přehled lodí připojených k ISS přes modul Zvezda
| loď            | připojena          | odpojena           | dní         |
| -------------- | ------------------ | ------------------ | ----------- |
| Progress M1-3  | 8. srpna 2000      | 1. listopadu 2000  | 85          |
| Sojuz TM-31    | 2. listopadu 2000  | 24. února 2001     | 114         |
| Progress M-44  | 28. února 2001     | 16. dubna 2001     | 47          |
| Sojuz TM-31    | 18. dubna 2001     | 6. května 2001     | 18          |
| Progress M1-6  | 23. května 2001    | 22. srpna 2001     | 91          |
| Progress M-45  | 23. srpna 2001     | 22. listopadu 2001 | 91          |
| Progress M1-7  | 28. listopadu 2001 | 19. března 2002    | 111         |
| Progress M1-8  | 24. března 2002    | 25. června 2002    | 93          |
| Progress M-46  | 29. června 2002    | 24. září 2002      | 87          |
| Progress M1-9  | 29. září 2002      | 1. února 2003      | 125         |
| Progress M-47  | 4. února 2003      | 27. srpna 2003     | 205         |
| Progress M-48  | 31. srpna 2003     | 28. ledna 2004     | 150         |
| Progress M1-11 | 31. ledna 2004     | 24. května 2004    | 114         |
| Progress M-49  | 27. května 2004    | 30. července 2004  | 64          |
| Progress M-50  | 14. srpna 2004     | 22. prosince 2004  | 130         |
| Progress M-51  | 25. prosince 2004  | 27. února 2005     | 64          |
| Progress M-52  | 2. března 2005     | 15. června 2005    | 105         |
| Progress M-53  | 19. června 2005    | 7. září 2005       | 80          |
| Progress M-54  | 10. září 2005      | 3. března 2006     | 174         |
| Sojuz TMA-7    | 20. března 2006    | 8. dubna 2006      | 20          |
| Progress M-56  | 26. dubna 2006     | 19. září 2006      | 146         |
| Sojuz TMA-9    | 20. září 2006      | 10. října 2006     | 21          |
| Progress M-58  | 26. října 2006     | 27. března 2007    | 152         |
| Sojuz TMA-9    | 29. března 2007    | 21. dubna 2007     | 22          |
| Progress M-60  | 15. května 2007    | 19. září 2007      | 127         |
| Sojuz TMA-10   | 27. září 2007      | 21. října 2007     | 23          |
| ATV-1          | 3. dubna 2008      | 5. září 2008       | 155         |
| Progress M-65  | 17. září 2008      | 14. listopadu 2008 | 58          |
| Sojuz TMA-14   | 28. března 2009    | 2. července 2009   | 96          |
| Progress M-67  | 29. července 2009  | 21. září 2009      | 54          |
| Sojuz TMA-16   | 2. října 2009      | 21. ledna 2010     | 111         |
| Progress M-04M | 5. února 2010      | 10. května 2010    | 94          |
| Sojuz TMA-17   | 12. května 2010    | 2. června 2010     | 20          |
| Sojuz TMA-19   | 17. června 2010    | 28. června 2010    | 11          |
| Progress M-06M | 4. července 2010   | 31. srpna 2010     | 58          |
| Progress M-07M | 12. září 2010      | 20. února 2011     | 161         |
| ATV-2          | 24. února 2011     | 20. června 2011    | 116         |
| Progress M-11M | 23. června 2011    | 23. srpna 2011     | 61          |
| ATV-3          | 28. března 2012    | 28. září 2012      | 184         |
| Progress M-17M | 31. října 2012     | 15. dubna 2013     | 166         |
| Progress M-19M | 26. dubna 2013     | 11. června 2013    | 48          |
| ATV-4          | 15. června 2013    | 28. října 2013     | 135         |
| Sojuz TMA-09M  | 1. listopadu 2013  | 10. listopadu 2013 | 9           |
| Progress M-21M | 29. listopadu 2013 | 23. dubna 2014     | 135         |
| Progress M-21M | 25. dubna 2014     | 9. června 2014     | 45          |
| ATV-5          | 12. srpna 2014     | 14. února 2015     | 186         |
| Progress M-26M | 17. února 2015     | 14. srpna 2015     | 178         |
| Sojuz TMA-16M  | 28. srpna 2015     | 11. září 2015      | 15          |
| Progress M-29M | 1. října 2015      | 30. března 2016    | 181         |
| Progress MS-02 | 2. dubna 2016      | 14. října 2016     | 195         |
| Progress MS-06 | 16. června 2017    | 28. prosince 2017  | 195         |
| Progress MS-08 | 15. února 2018     | 23. srpna 2018     | 189         |
| Progress MS-10 | 18. listopadu 2018 | 4. června 2019     | 198         |
| Sojuz MS-13    | 20. července 2019  | 26. srpna 2019     | 36          |
| Sojuz MS-14    | 27. srpna 2019     | 6. září 2019       | 11          |
| Sojuz MS-15    | 25. září 2019      | 17. dubna 2020     | 204         |
| Progress MS-14 | 25. dubna 2020     | 27. dubna 2021     | 368         |
| Progress MS-18 | 30. října 2021     | 1. června 2022     | 214         |
| Progress MS-20 | 3. června 2022     | 18. února 2023     | 249         |
| Progress MS-22 | 11. února 2023     | 20. srpna 2023     | 191         |
| Progress MS-24 | 25. srpna 2023     | 13. února 2024     | 172         |
| Progress MS-26 | 17. února 2024     | 13. srpna 2024     | 178         |
| Progress MS-28 | 15. srpna 2024     | 25. února 2025     | 193         |
| Progress MS-30 | 1. března 2025     |                    | dosud 1 dní |

(Zeleně vyznačeno pokračující připojení. Všechny lodi byly připojeny k zadnímu portu Zvezda aft. Data odpovídají časům v UTC.)

### Únik vzduchu z modulu Zvezda (od roku 2019)
V září 2019 – během Expedice 60 – byl zjištěn nadstandardní únik vzduchu z vnitřních prostor ISS. Kvůli rutinními operacemi, jako jsou výstupy do kosmu a přílety a odlety kosmických lodí, trvalo bezmála rok, než se podařilo shromáždit dostatek dat k charakterizaci možného úniku vzduchu. V srpnu 2020 – v době Expedice 63 – se rychlost úniku několikanásobně zvýšila, a přestože stále nepředstavovala významné riziko pro posádku a stanici, pozemní týmy i astronauti na palubě začali intenzivněji pracovat na plánu izolace, identifikace a případné opravy místa úniku. To mimo jiné znamenalo zavírání všech průlezů vesmírné stanice, aby bylo možné přesně monitorovat tlak vzduchu v jednotlivých modulech a zjistit tak, ve kterém z nich k vyššímu než obvyklému úniku vzduchu dochází.
Díky tomu se podařilo 29. září 2020 zacílit pátrání na ruský modul Zvezda, v němž pokračovalo hledání konkrétního netěsného místa. Členové posádky – Chris Cassidy, Anatolij Ivanišin a Ivan Vagner – se přesunuli do ruského segmentu a sbírali data na různých místech. Při tom postupně jeden po druhém uzavírali poklopy mezi zadní a přední částí Zvezdy a průchody ze Zvezdy do připojených modulů Pirs a Poisk, přičemž ke sběru dat používala ultrazvukový detektor netěsností. Astronauti nakonec 15. října 2020 v přechodové komoře mezi obytným prostorem a zadním portem modulu nalezli trhlinku v plášti o délce 4,5 centimetru pomocí plovoucího čajového sáčku strhávaného unikajícím vzduchem. Pokusili se závadu opravit, což únik vzduchu sice zpomalilo, ale nezastavilo. Žádné další zjištění nepřinesla ani prohlídka vnějšího povrchu modulu při výstupu do vesmíru uskutečněného 18. listopadu 2020 kosmonauty Sergejem Ryžikovem a Sergejem Kuď-Sverčkovem.
Zástupce výrobce modulu, společnosti RKK Eněrgija v březnu 2021 připustil, že kromě trhliny nalezené na podzim předchozího roku se podařilo najít druhé podezřelé místo, které je ovšem schováno za jedním z potrubí, a tedy je špatně přístupné. Kosmonauti obě místa v několika etapách opravili třemi vrstvami tmelu a speciální krycí vrstvou, které jim 17. února 2021 doručila nákladní loď Progress MS-16. Únik však pokračoval i po těchto opravách dokončených 12. března 2021, jak ruská strana připustila už o den později. Hledání dalších možných míst úniku vzduchu pokračovalo i nadále, např. koncem dubna 2021 kosmonaut Pjotr Dubrov pátral pomocí rozsypané suché polévky a jej případný pohyb a hromadění v uzavřené přechodové komoře sledoval pomocí videokamery. Ze zpravodajství přitom vyplynulo, že přechodová komora zůstane uzavřena až do plánovaného příletu a připojení nákladní kosmické lodi Progress 17 na přelomu června a července 2021. V červenci 2021 oznámil zástupce NASA identifikaci několika dalších možných mít úniku vzduchu – tři z nich byla utěsněna, ale na rychlost úniku vzduchu to nemělo žádný vliv.
I v dalším období tak platí režimové opatření, podle něhož u zadního portu modulu Zvezda, tedy za uzavřenou přechodovou komorou, se připojují pouze kosmické lodi Progress – provozní pravidla totiž vyžadují, aby lodě pro kosmonauty byly během připojení co nejsnáze dostupné pro případ jakékoli nouzové situace, což při uzavření přechodové komory kvůli netěsnosti není možné. A protože modul Poisk slouží jako přechodová komora pro výstupy do volného prostoru, je během a nějakou dobu před nimi i po nich nezbytné uzavřít průlezy z modulu Zvezda do modul Poisk, takže ani modul Poisk nemůže sloužit jako bezpečný přístup k zaparkované lodi. Proto systematicky u zadního portu modulu Zvezda a horního portu modulu Poisk parkují nákladní lodi Progress, zatímco Sojuze se připojují před spodní port modulu Rassvat a spodní portu modulu Pričal.
Koncem února 2024 NASA informovala, že v polovině měsíce – asi týden před příletem ruské nákladní lodi Progress MS-26 k zadnímu portu modulu Zvezda – se znovu zvýšil rozsah úniku vzduchu z tohoto modulu. Již několik let existující problém se dříve projevoval v objemu 0,45 kilogramu plynu za den, nově se však zdvojnásobil asi na 0,9 kilogramu za den. Joel Montalbano, programový manažer NASA pro ISS, řekl novinářům, že týmy obou stran problém sledují a pracují na dalším krocích, ale že záležitost nemá vliv na bezpečnost posádky nebo provoz stanice. Dosavadní nápravná opatření byla založena především na izolování prostoru, v němž k úniku dochází. To je možné díky tomu, že místa úniku jsou lokalizována v přechodové komoře mezi zadním dokovacím portem Zvezda aft a poklopem vedoucím do zbytku obytných prostor modulu. Po příletu Progressu sice posádka komoru asi na pět dní otevřela, aby mohla vyložit náklad z kosmické lodi, ale poté byl průlez opět na trvalo uzavřen, což mělo platit nejméně do začátku dubna 2024. Ovšem z rozhodnutí Roskosmosu toto opatření trvá i dál, protože ani v červnu 2024 nebyla stanovena hlavní příčina vzniku trhlin.

### Zápach spáleného plastu v modulu (2021)
V noci na 9. září 2021 se v ruském modulu Zvezda spustil poplach a kosmonauti ucítili kouř a zápach spáleného plastu. Škodlivé látky byly detekovány přístroji v prostoru lékařské skříně modulu Zvezda, ale nezpůsobily žádné další potíže.  .

## Galerie

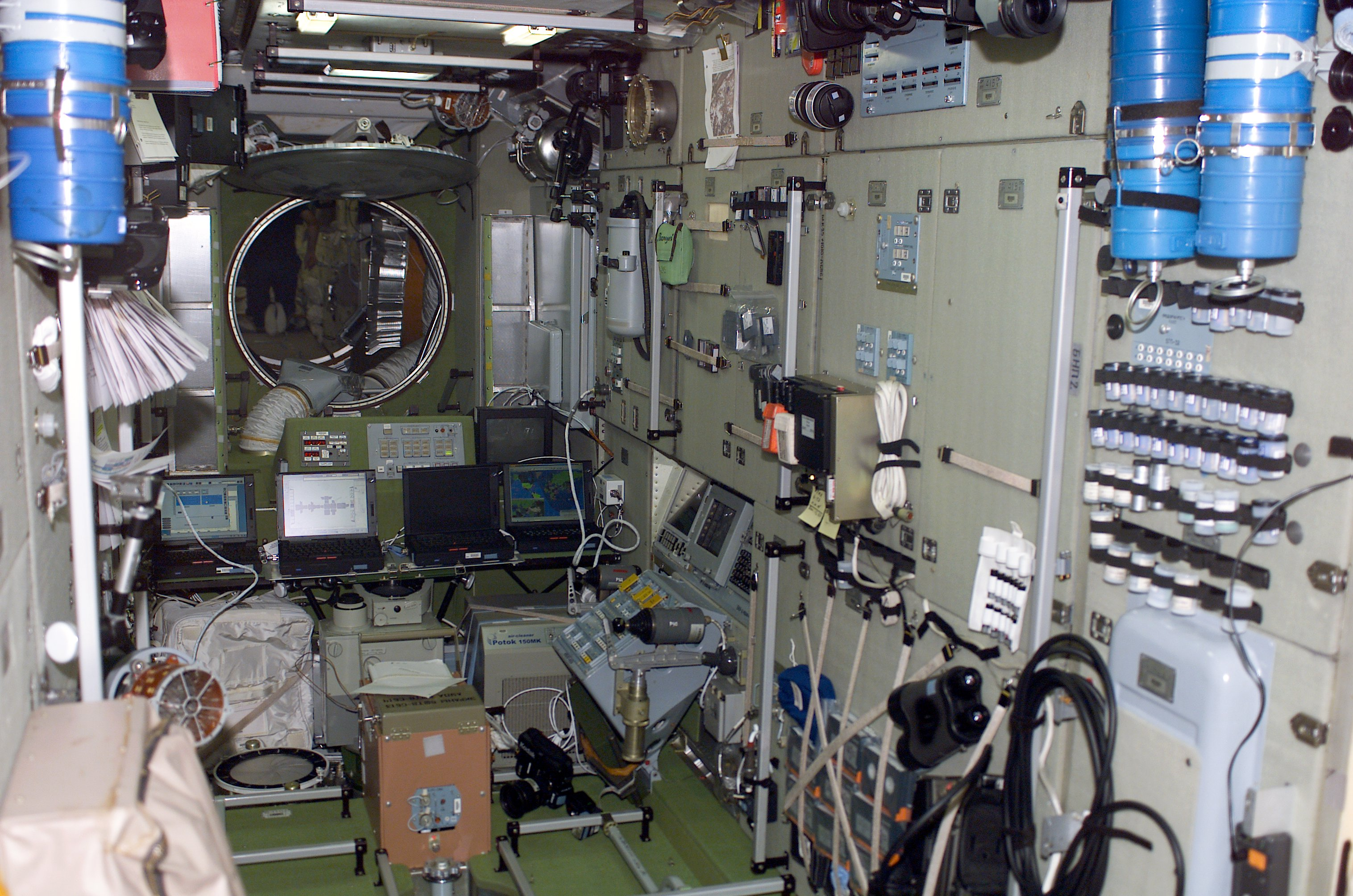
Interiér modulu
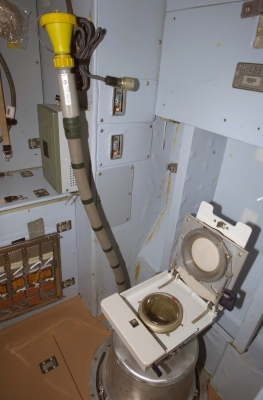
Toaleta v modulu
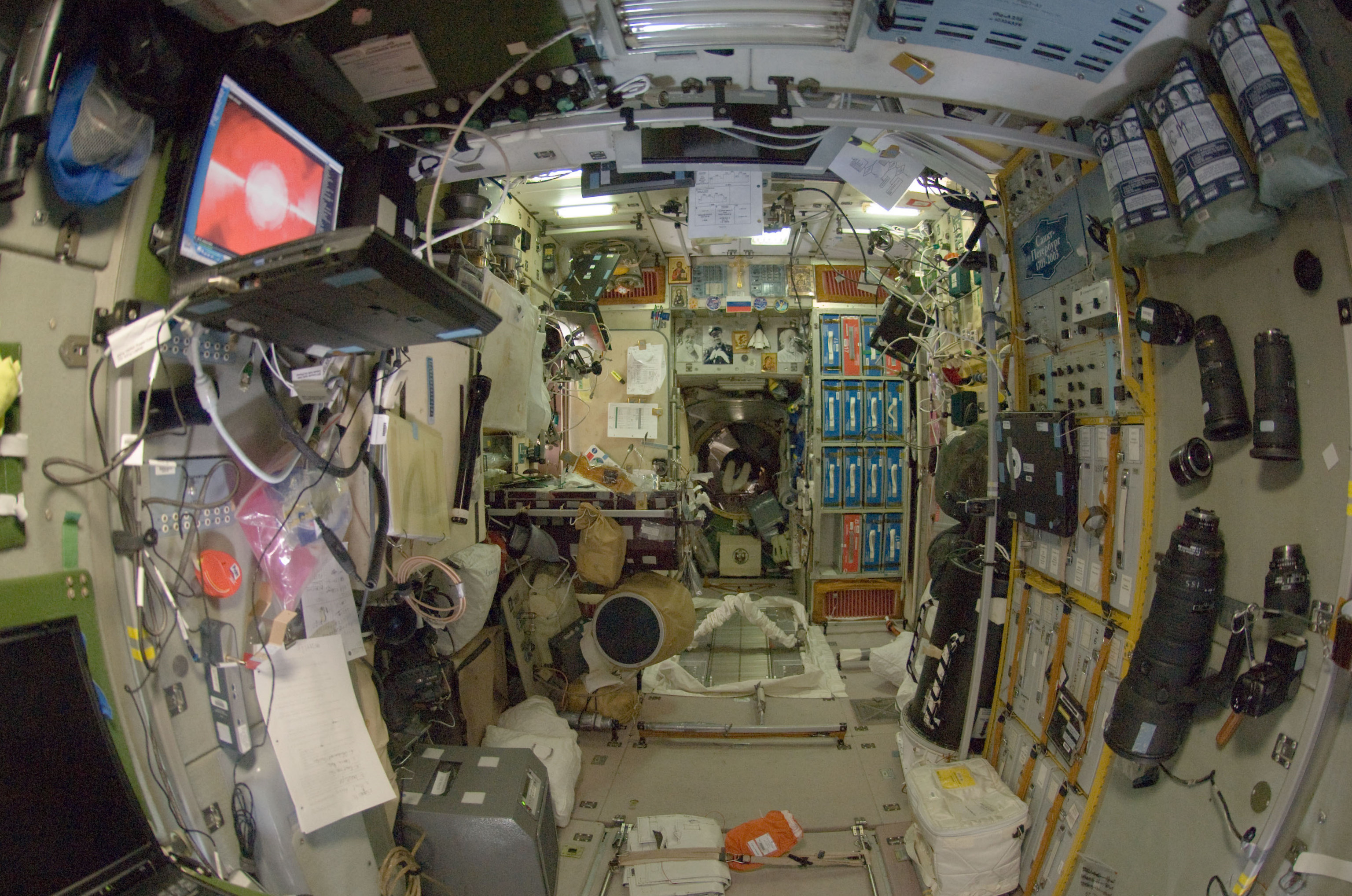
Interiér modulu
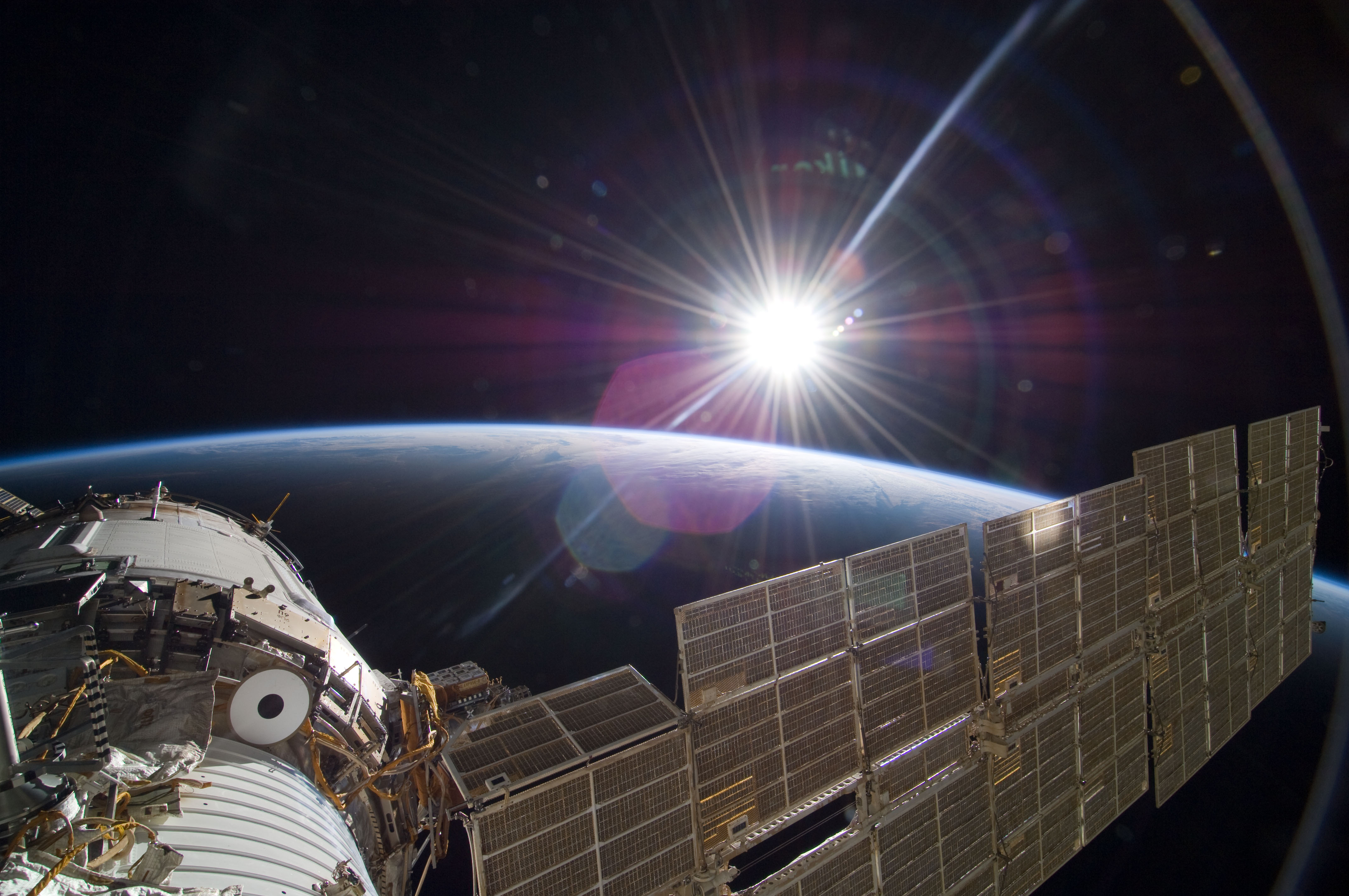
Východ slunce nad panelem modulu, 22. listopadu 2009
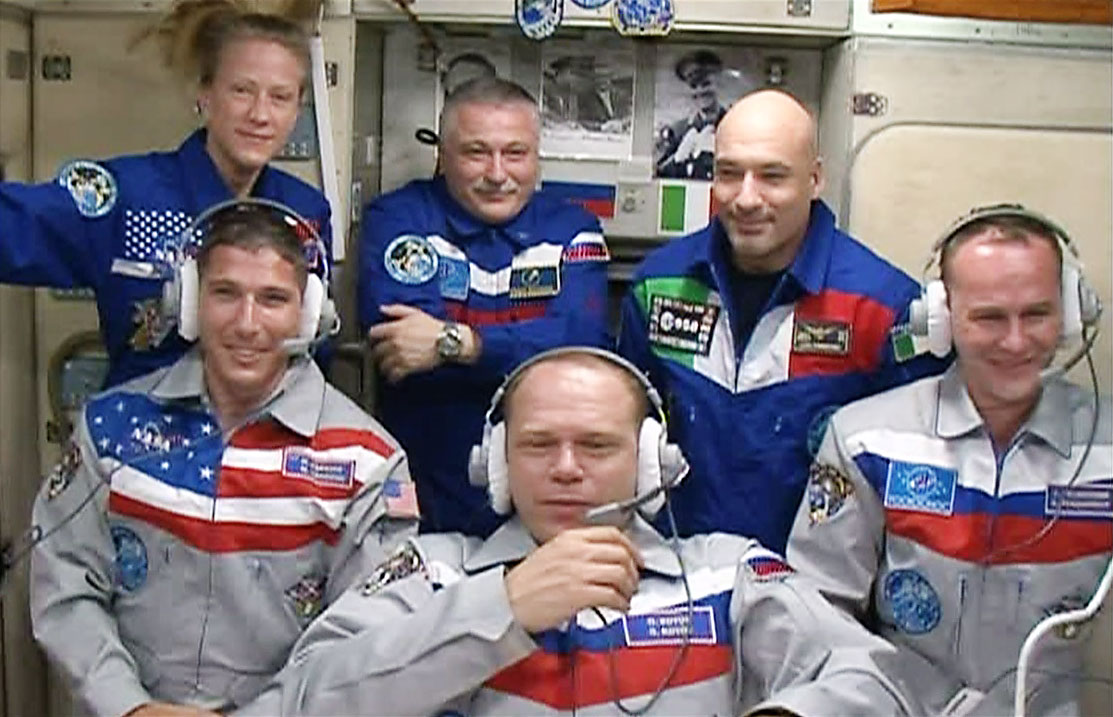
Posádka Expedice 37 v modulu, 26. září 2013